# Misura di effetto equivalente
Per misura di effetto equivalente si intende ogni normativa commerciale degli Stati membri dell'Unione europea che possa ostacolare direttamente o indirettamente, in atto o in potenza, gli scambi intracomunitari, determinando un effetto pratico sul commercio in ambito UE comparabile a una restrizione quantitativa all'importazione di merci.
La ratio della disposizione è quella di garantire la libertà di circolazione delle merci, funzionale alla realizzazione di un compiuto mercato comune europeo.
La Corte di Giustizia delle Comunità Europee si è pronunciata in materia con la nota sentenza Dassonville.

## Legislazione
Tale concetto trovava la sua definizione normativa e la sua disciplina giuridica primaria agli artt. 28-29 del Trattato CE, a seguito della riforma apportata dal trattato di Lisbona la norma è stata inserita nel Trattato sul funzionamento dell'Unione europea agli articoli 34 e 35.